# Martinchel
Martinchel és una freguesia portuguesa del municipi d'Abrantes, situada al centre del país al costat de Barragem de Castelo. Posseeix diverses empreses d'àmbit turístic i és la segona més gran llacuna portuguesa (en superfície). Té 17.07 km² d'àrea, 604 d'habitants (2011) i una densitat: 35 hab/km².